# Андреев, Пётр Михайлович
Пётр Миха́йлович Андре́ев (1922—1990) — бригадир монтажников эстонского монтажного участка треста «Севзапэнергомонтаж» на строительстве Прибалтийской ГРЭС (Эстонская ССР), Герой Социалистического Труда.

## Биография
Родился 25 августа 1922 года в деревне Суховлянка Бежаницкой волости Новоржевского уезда Псковской губернии (ныне урочище на территории Бежаницкой волости Бежаницкого района Псковской области). Окончил 9 классов школы в Ленинграде в 1940 году. До призыва на военную службу работал слесарем.
В ряды Рабоче-крестьянской Красной армии призван 19 марта 1942 года. Окончил четырёхмесячные курсы младших лейтенантов. Участник Великой Отечественной войны с 28 июля 1942 года. Воевал в составе 137-й отдельной стрелковой бригады (с июля 1942 года по май 1944 года), затем до конца войны в составе 74-го стрелкового полка 321-й стрелковой дивизии в должности командира взвода химической защиты. С 4 декабря 1945 года старший лейтенант Андреев в запасе.
С 1946 года работал в тресте «Ленпромэнергомонтаж» (с 1958 года — Государственный союзный монтажный трест «Севзапэнергомонтаж»). Работал на строительстве теплоэлектростанций в городах Ахтме, Кохтла-Ярве, Кивиыли, Силламяэ Эстонской ССР. В 1958―1967 годах — бригадир монтажников эстонского монтажного участка треста «Севзапэнергомонтаж».
За высокую производительность труда и высокое качество работ на строительстве Прибалтийской ГРЭС Пётр Михайлович Андреев удостоен звания Героя Социалистического Труда с вручением ордена Ленина (№ 341197) и медали «Серп и Молот» (№ 8990).
С 1973 года жил и работал в Ленинграде.
Скончался в 1990 году. Похоронен в Пушкине на Кузьминском кладбище.